# 伊勢崎市歌
「伊勢崎市歌」（いせさきしか）は、群馬県伊勢崎市がかつて制定していた市歌である。作詞・下村杜史、作曲・陸軍戸山学校軍楽隊、編曲・杉山長谷夫。

## 解説
1940年（昭和15年）に佐波郡伊勢崎町、殖蓮村、茂呂村の3町村が合併し、伊勢崎市が成立したことを記念して制定された。市では市制施行の年が皇紀二千六百年と重なることを慶事と捉え、東京朝日新聞（現在の朝日新聞東京本社）から後援を得て群馬県庁の総務部長を審査委員長に迎え、県学務部長、地方課長、商工課長、佐波郡農会長、伊勢崎町長、群馬県師範学校と女子師範学校から教員4名、東京朝日前橋通信部主任の10名を審査委員として歌詞を懸賞募集し、266篇の応募作が寄せられた。
入選者は赤堀村在住の県庁職員・下村杜史（本名・下村敏）で、陸軍戸山学校に作曲を依頼したがどの教官が作業を行ったのかは判明していない。初演奏は11月10日に伊勢崎電気館で行われ、テイチクが杉山長谷夫の編曲により鶴田六郎の歌唱を吹き込んだSPレコード（規格品番：特295）を製造した。

### 戦後の扱い
市制施行の直後に制定された「伊勢崎市歌」であったが、戦前・戦中に制定された他の自治体歌の多くと同様に戦後は3番の「興亜の御代の朝ぼらけ」を始めとした皇国史観的な歌詞が問題視され、公的行事での演奏が行われなくなったとみられる。
1990年（平成2年）には、市制50周年を記念して半世紀前に作られた「伊勢崎市歌」を事実上後継する形で椎名恵が歌唱する市民歌「歩いてみたい」（作詞：石田幸江、補作：市民の歌選定委員会、作曲：小林聡、編曲：樫原伸彦）が選定され、市の行事で演奏されるようになった。
伊勢崎市・赤堀町・東村・境町合併協議会では、他の3町村がいずれも町歌を制定していなかったことから「伊勢崎市歌」の取り扱いが焦点となったが、市側では「昭和15年9月13日の市制施行を記念して制定されたものと思われるが、事実であるかについては不詳」として既に演奏実態が無くなっていた市歌の存廃について態度を表明しなかったため、新設合併後の市歌に関しては「新市において作成する」ことが取り決められ、2005年（平成17年）1月1日の（新）伊勢崎市発足と同時に失効・廃止された。一方で、市民歌「歩いてみたい」については合併協議会の確認対象に含まれなかったため「新設合併前の（旧）伊勢崎市が作成した」ことを断ったうえで新市の行事においても演奏される場合があり、市が普及活動を行っているオリジナルダンス「ダンピアいせさき」に旋律の一部が採り入れられている。
2024年（令和6年）には、翌年の合併20周年を記念する「公認テーマソング」として市内を拠点に活動するバンドのLACCO TOWERが「綾」を作成した。